# Alexandre Giroux

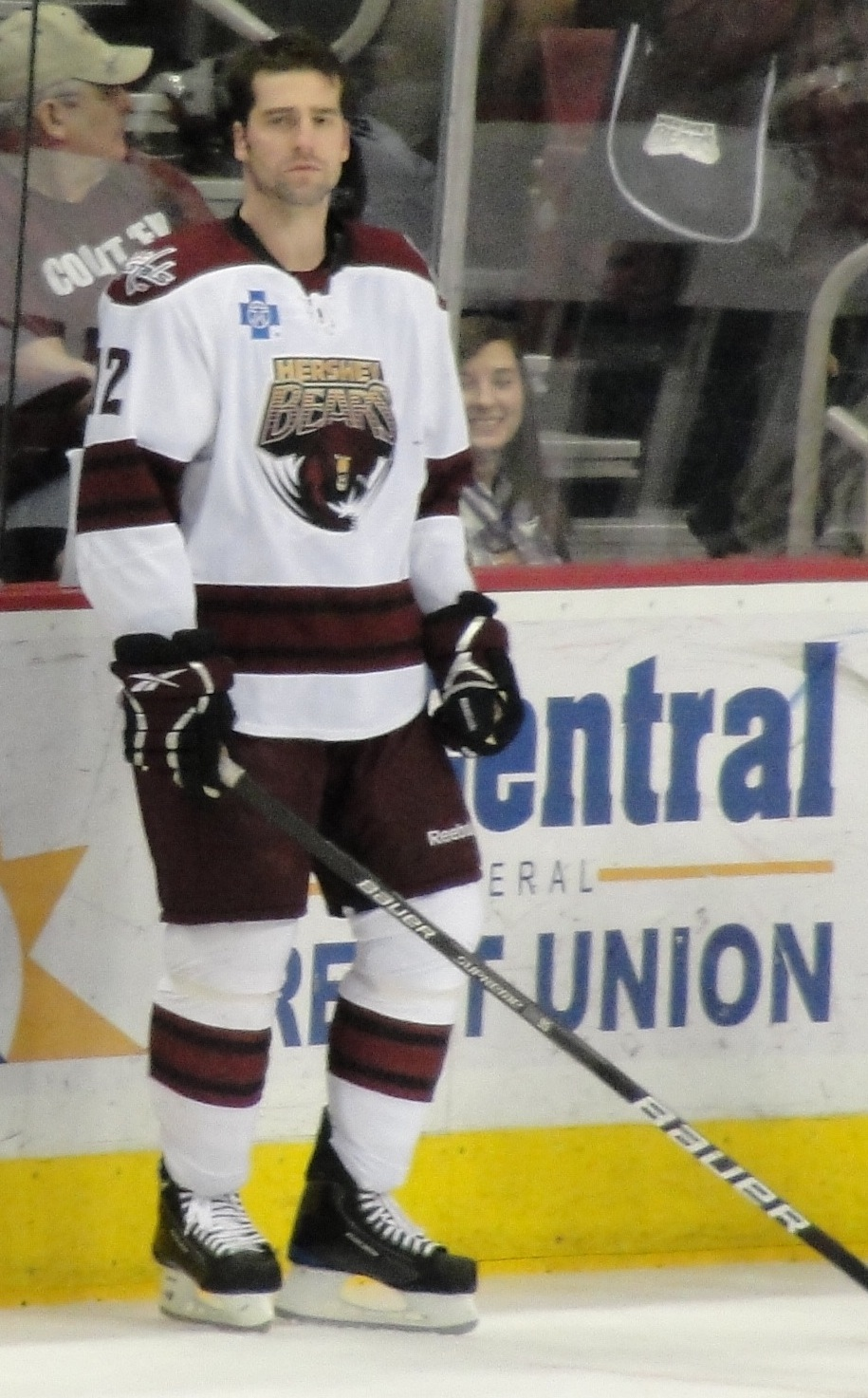
Alexandre Giroux.

Alexandre Giroux, född 16 juni 1981 i staden Québec, Québec, är en kanadensisk professionell ishockeyspelare.
Säsongen 2008/09 lyckades han med sina 99 poäng på 69 spelade matcher vinna både mål- och poängligan i AHL. Han blev även tilldelad priset Les Cunningham Award som ligans mest värdefulla spelare samma år. Giroux spelar för närvarande i Washington Capitals i NHL. Han har tidigare spelat för ett flertal AHL klubbar, däribland Hartford Wolf Pack och Hershey Bears.